# Il figlio di Kociss
Il figlio di Kociss (Taza, Son of Cochise) è un film western in Technicolor del 1954 diretto da Douglas Sirk. È il sequel di Kociss, l'eroe indiano (The Battle at Apache Pass) di George Sherman (1952).

## Trama
Taza, figlio del leggendario capo degli apache Kociss, vorrebbe vivere in pace coi bianchi ma suo fratello Naiche, guerrafondaio, non la pensa allo stesso modo alleandosi anche col bellicoso Geronimo. Alla fine però vincerà Taza.

## Produzione
Il film, diretto da Douglas Sirk su una sceneggiatura di George Zuckerman con il soggetto di Gerald Drayson Adams, fu prodotto da Ross Hunter per la Universal International Pictures e girato nello Utah e nel Vasquez Rocks Natural Area Park a Agua Dulce in California. Fu girato in 3D e vide la partecipazione durante le riprese di numerosi nativi autentici.

## Distribuzione
Il film fu distribuito con il titolo Taza, Son of Cochise negli Stati Uniti dal 18 febbraio 1954 al cinema dalla Universal Pictures.
Alcune delle uscite internazionali sono state:
- in Svezia il 18 ottobre 1954 (Den röda öknen)
- in Germania Ovest il 17 novembre 1954 (Taza, der Sohn des Cochise)
- in Belgio il 17 dicembre 1954
- in Austria nel febbraio del 1955 (Taza, der Sohn des Cochise)
- in Danimarca il 16 febbraio 1955 (Indianernes sidste kamp)
- in Francia l'8 giugno 1955
- in Finlandia il 10 giugno 1955 (Punainen kotka)
- in Portogallo il 15 agosto 1957 (Herança de Honra)
- in Finlandia il 23 aprile 1972 (riedizione)
- in Belgio (Taza, fils de Cochise)
- in Francia (Taza, fils de Cochise)
- in Brasile (Herança Sagrada)
- in Turchia (Kizil Seytanin Oglu)
- in Spagna (Raza de violencia)
- in Grecia (Taza, o aetos tis erimou)
- in Italia (Il figlio di Kociss)

## Critica
Secondo il Morandini "sia pur con qualche inclinazione moderata" il regista nel film "vi porta la sua onestà intellettuale, la cura ambientale, il lirismo". Secondo Leonard Maltin il film è "un discontinuo sequel di L'amante indiana" che però si pregia di "notevoli scene d'azione" e di un "atteggiamento benevolo verso gli indiani".